# Evangelische Kirche Alverdissen

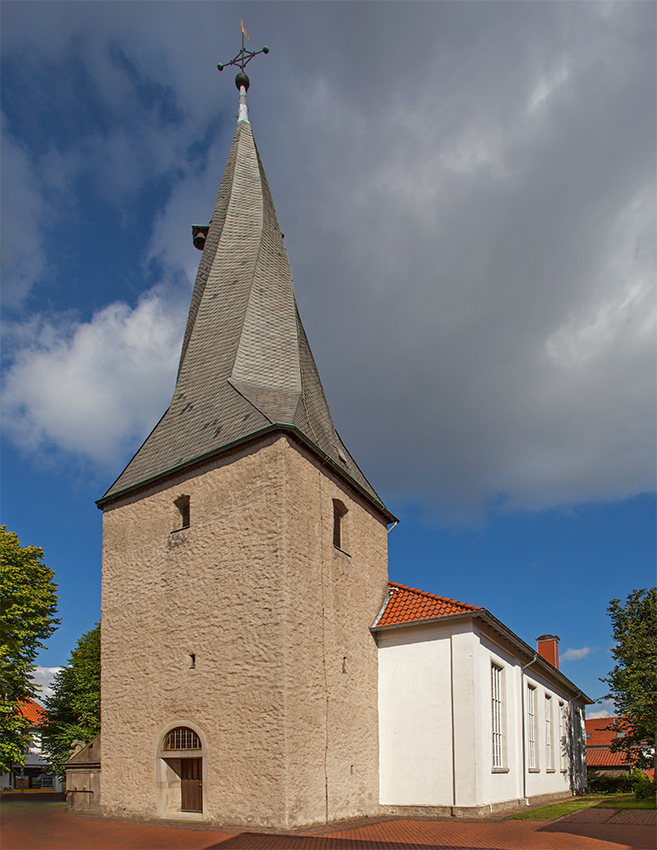
Evangelische Kirche Alverdissen

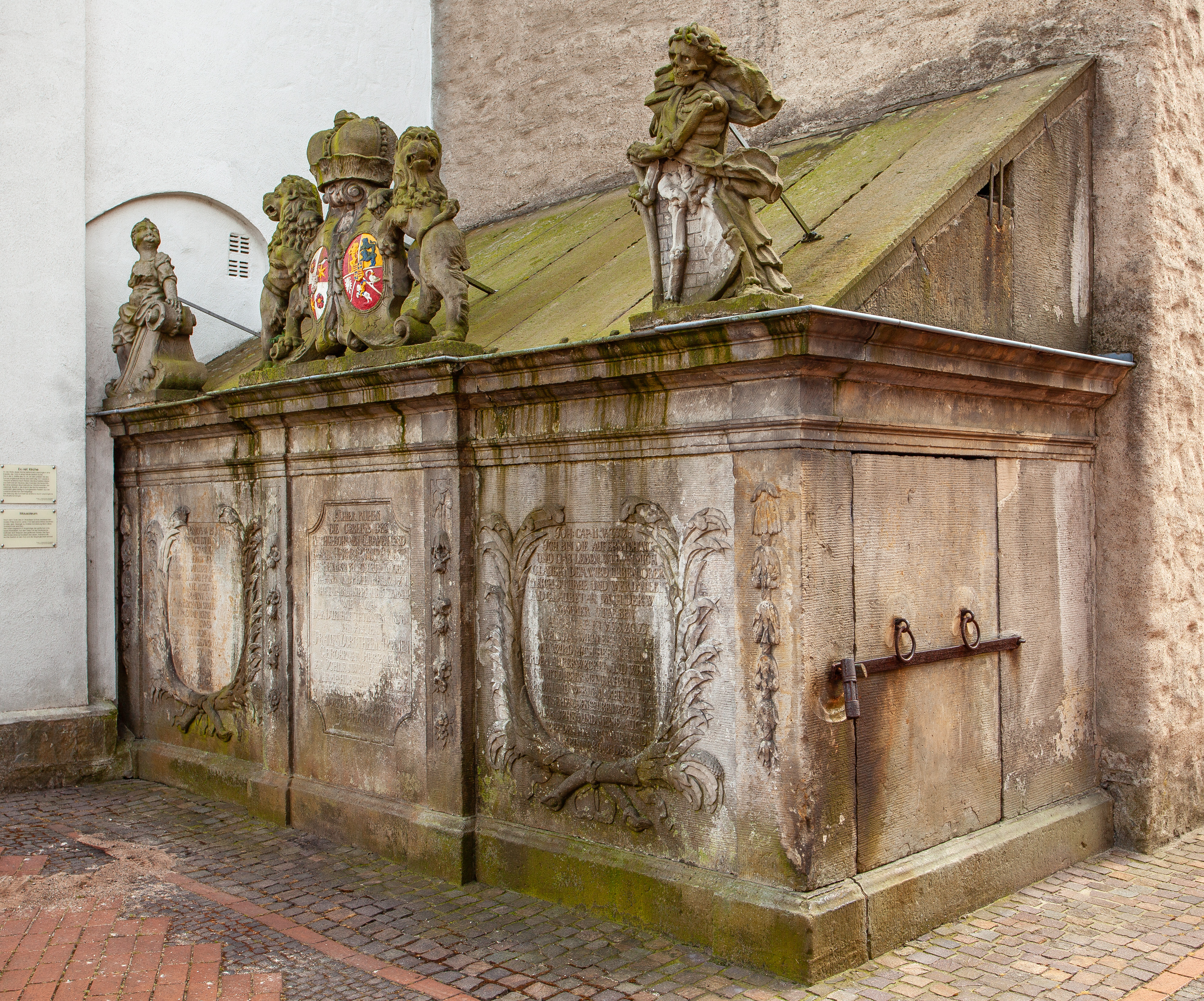
Gruft

Die Evangelische Kirche Alverdissen ist eine denkmalgeschützte Pfarrkirche, die im Flecken Alverdissen der Stadt Barntrup steht, die zum Kreis Lippe in Nordrhein-Westfalen in Deutschland gehört. Sie ist Teil der evangelisch-reformierten Klasse Ost in der Lippischen Landeskirche.

## Beschreibung
Das Langhaus der Saalkirche entstand 1842/43 nach Plänen von Ferdinand Ludwig August Merckel. Der Kirchturm, der inzwischen mit einem geschraubten Knickhelm mit Schieferdeckung bedeckt ist, stammt im Kern von 1555. Im Vestibül des Kirchturms befinden sich Wandmalereien aus der zweiten Hälfte des 16. Jahrhunderts. Die an den Kirchturm angefügte Gruft wurde 1723/24 für das Haus Lippe geschaffen. In ihr fanden insgesamt neun Mitglieder der gräflichen Familie ihre letzte Ruhe. Die ursprünglich spitzbogigen Fenster des Langhauses wurden im Rahmen einer Renovierung in den Jahren 1951 bis 1954 durch hochrechteckige Fenster ersetzt. 
Die heutige Orgel mit 17 Registern, zwei Manualen und einem Pedal wurde 1963 von Bernhard Stegerloff in den vorhandenen Prospekt eingebaut.